# (4554) Fanynka
(4554) Fanynka est un astéroïde de la ceinture principale.

## Description
(4554) Fanynka est un astéroïde de la ceinture principale. Il fut découvert le 28 octobre 1986 à l'Observatoire Kleť par Antonín Mrkos. Il présente une orbite caractérisée par un demi-grand axe de 3,19 UA, une excentricité de 0,12 et une inclinaison de 9,2° par rapport à l'écliptique.

## Compléments